# Volchov
Volchov (rusky Волхов) je řeka v Leningradské oblasti a v Novgorodské oblasti v Rusku. Je 224 km dlouhá. Rozloha povodí (včetně povodí jezera Iľmeň) činí 80 200 km². Celkový spád dosahuje okolo 14 m.

## Průběh toku
Odtéká z jezera Iľmeň v nadmořské výšce asi 18 m a ústí do Ladožského jezera v nadmořské výšce 5 m. Protéká Přiiľmeňskou nížinou a u Gostinopolja a Volchova se prořezává vápenci. Prahy jsou zatopené díky zvýšení hladiny, které způsobila hráz Volchovské hydroelektrárny. Z původní řeky tedy zůstává nezatopen vzdutím hráze hydroelektrárny jen malý úsek severně od města Volchova.

### Přítoky
Hlavní přítoky jsou zprava Višera a Oskuja a zleva Keresť a Tigoda. Kromě toho má řeka i několik bočních ramen, z nich nejvýznamnější je zprava Malý Volchovec východně a severovýchodně od Novgorodu a zleva Ljubuňka severovýchodně od Čudova.

## Vodní režim

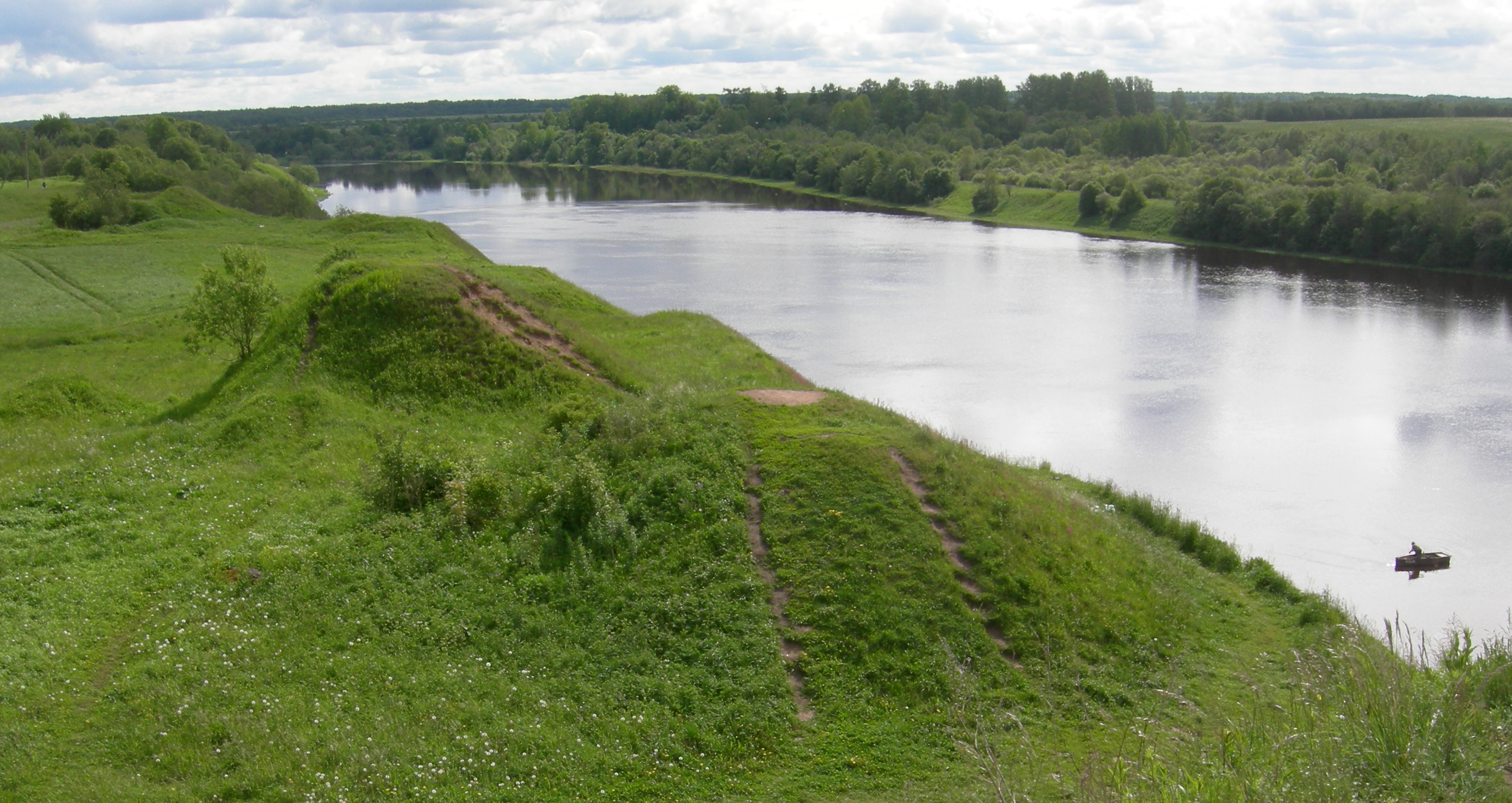

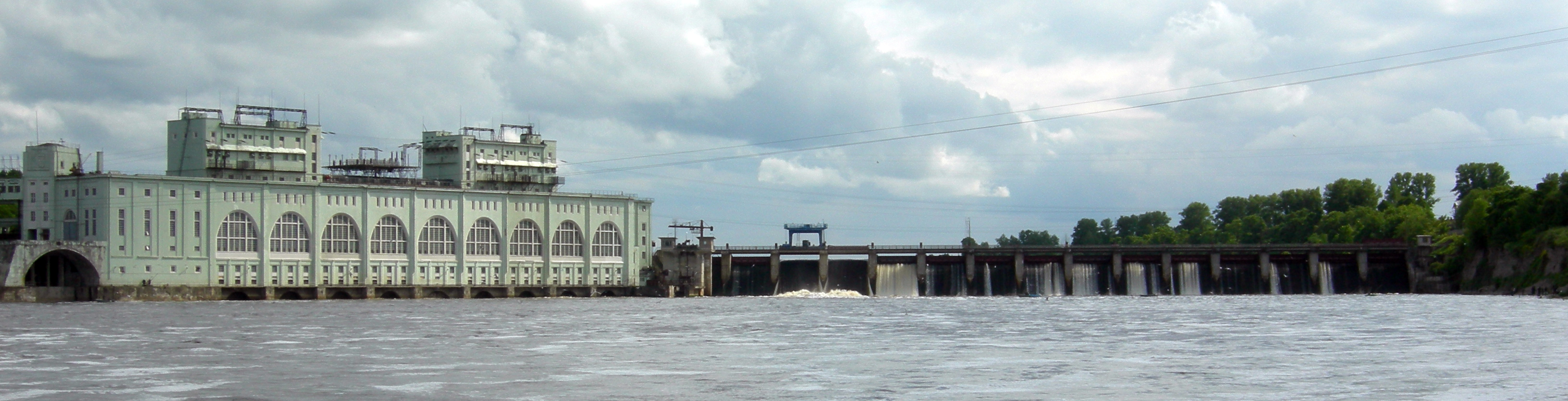

Průměrný průtok vody je přibližně 586 m³/s. Zamrzá na konci listopadu a rozmrzá na začátku dubna.

## Využití
Řeka je splavná. Leží na ní města Novgorod, Kiriši, Volchov a Novaja Ladoga.